# Museu d'antiguitats de Leiden

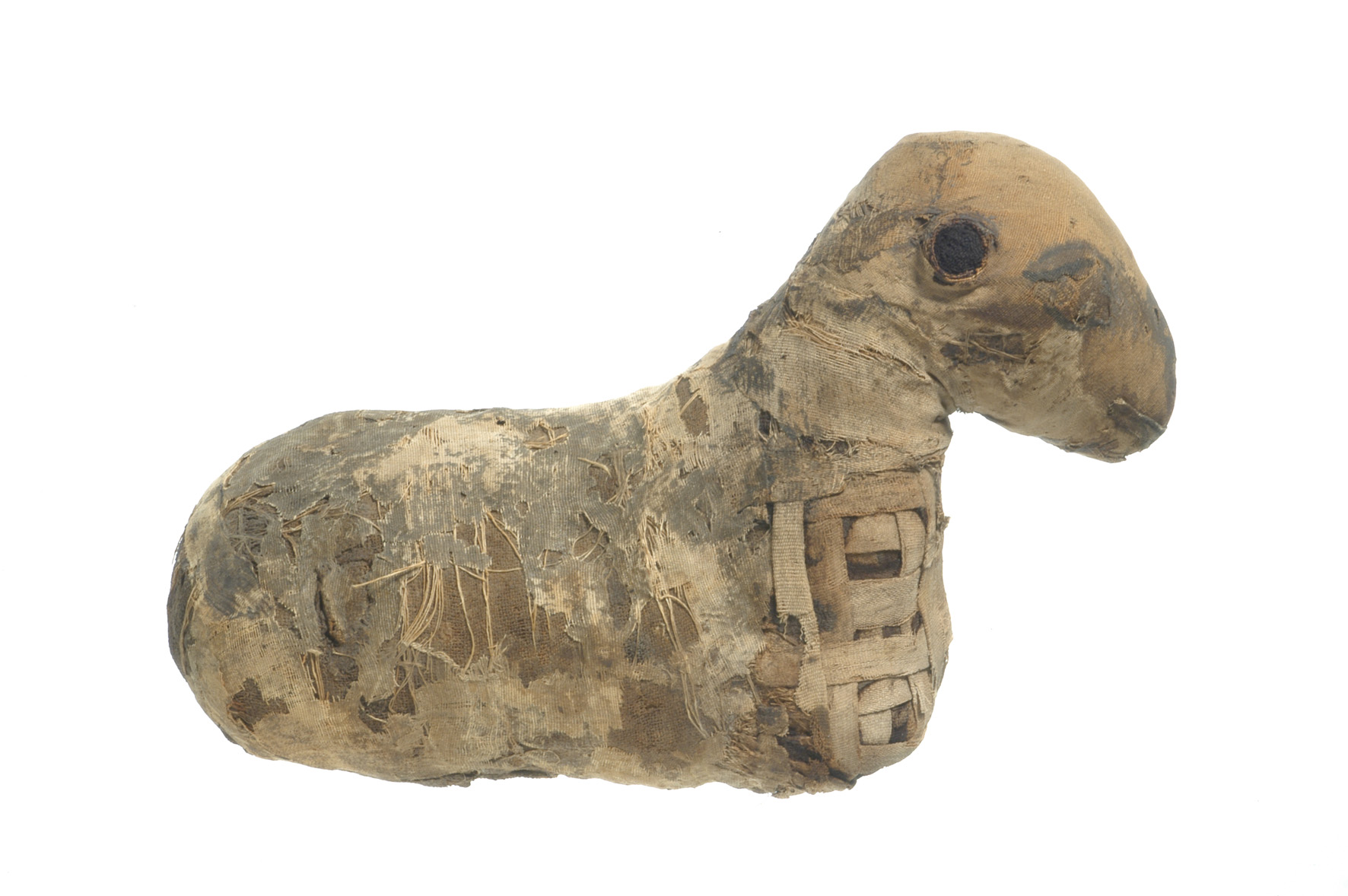
Mòmia d'un xai

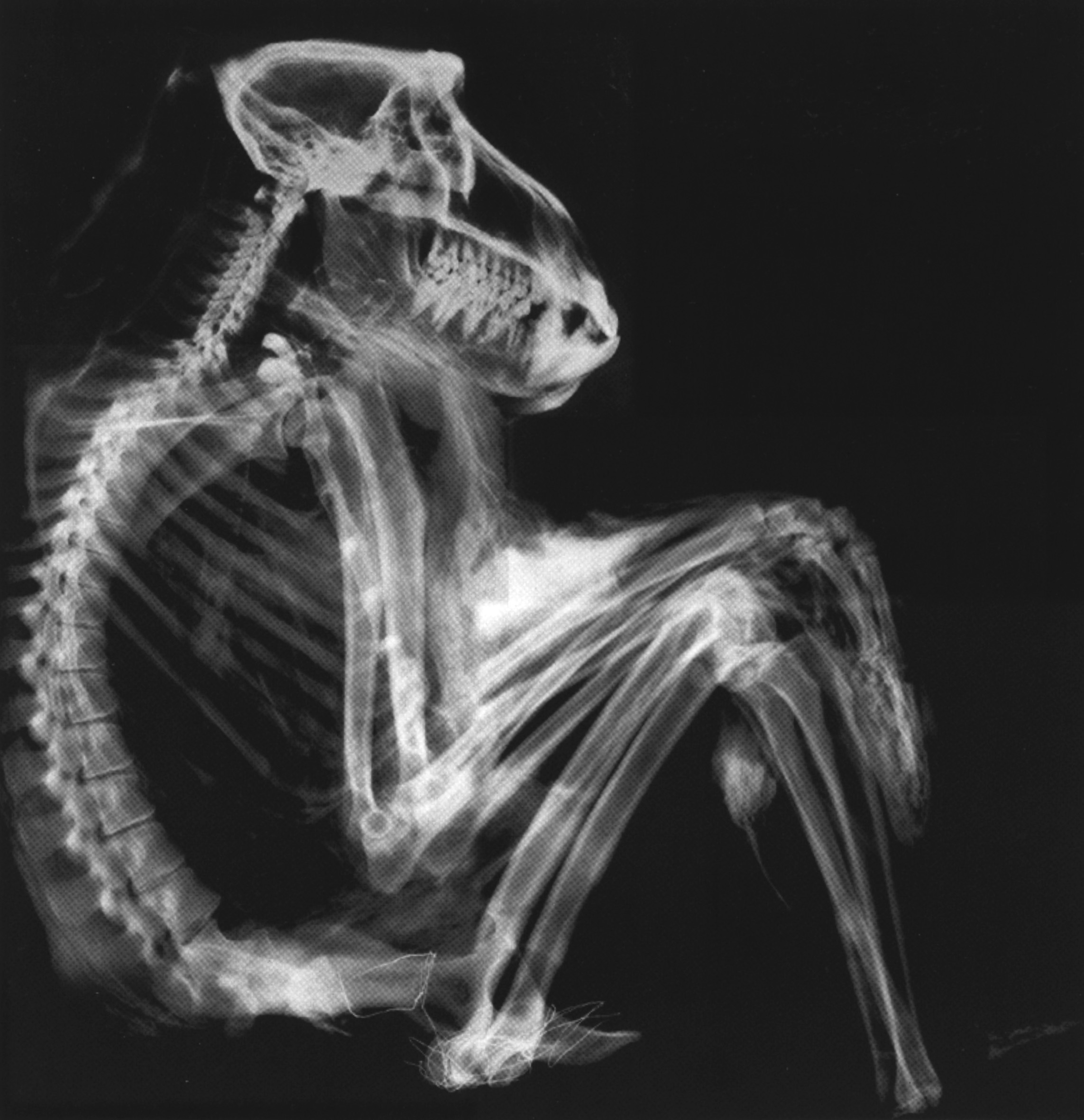
Mòmia d'un babuí (radiografia)

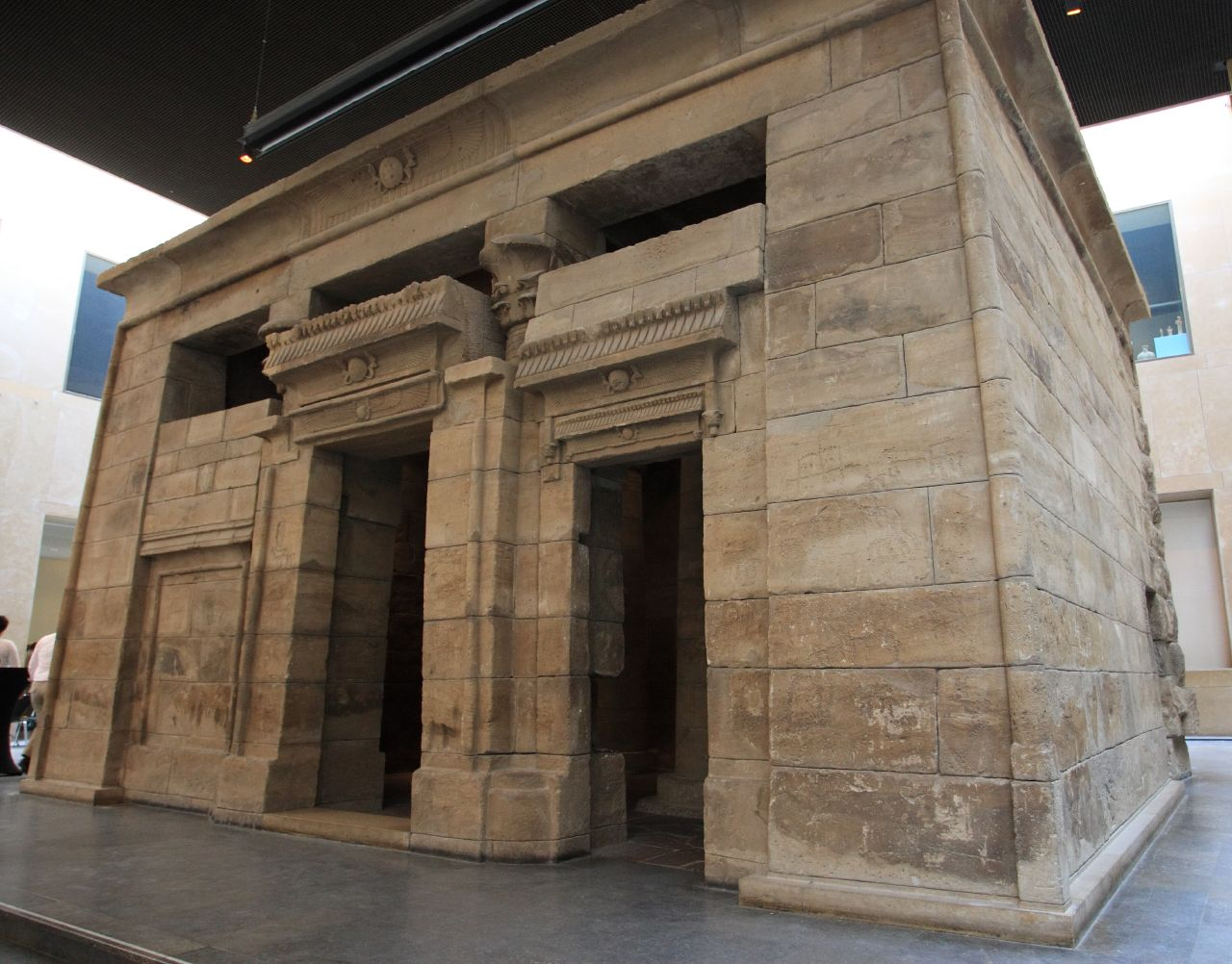
Temple Taffeh al rebedor principal del museu

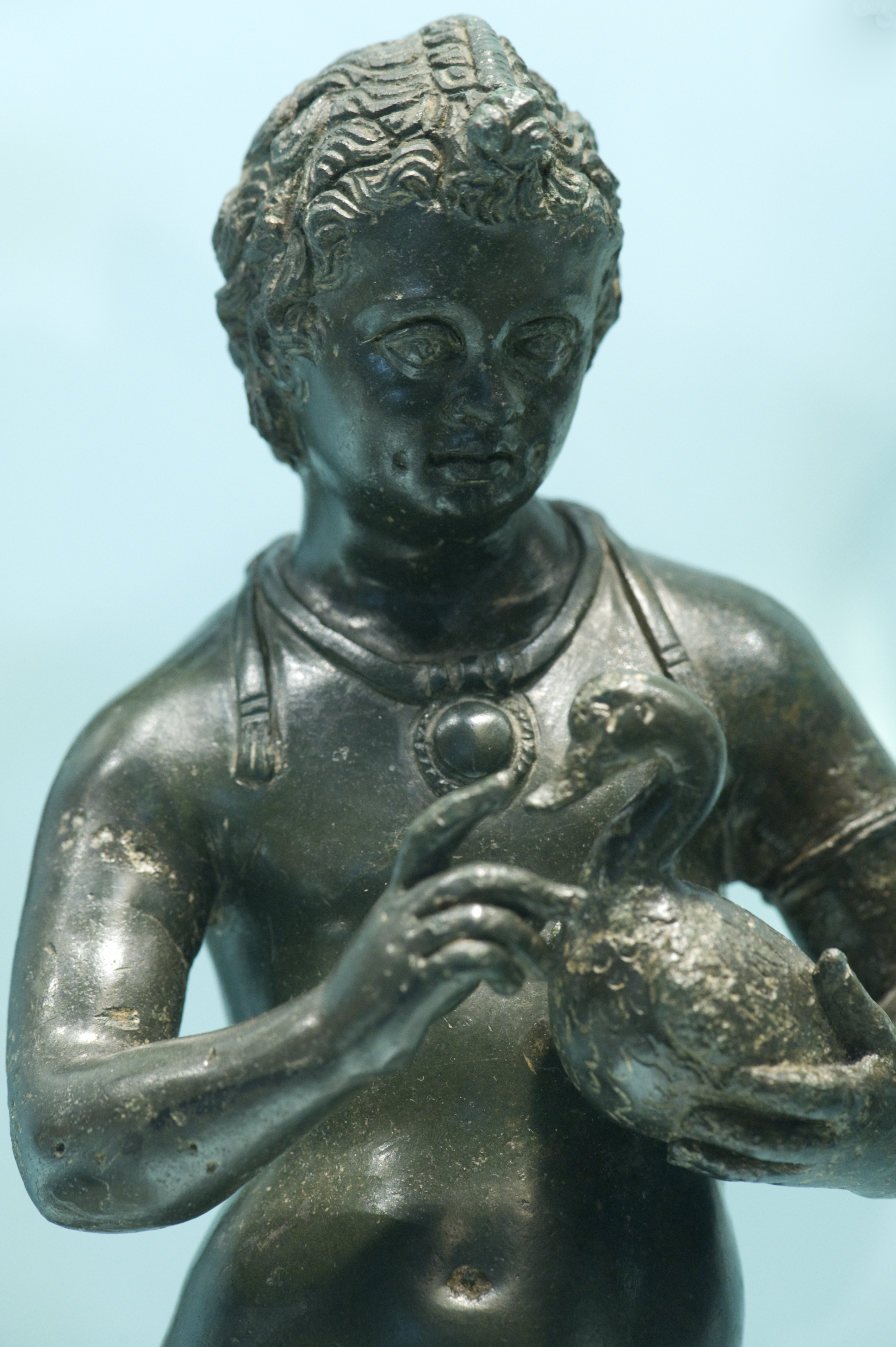
Ofrena votiva etrusca d'un jove amb oca (detall). S. II ae

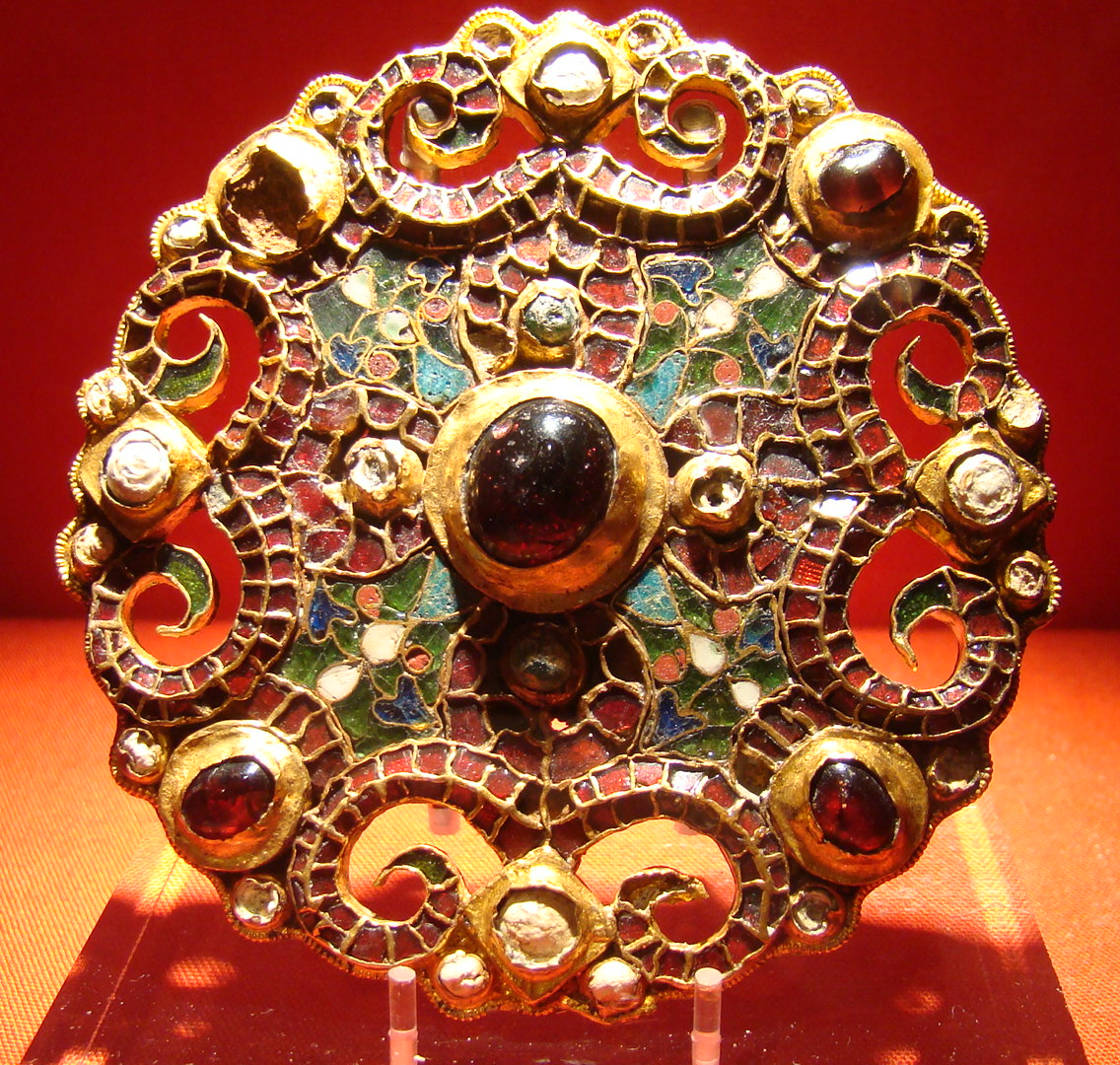
Fíbula de Dorestad 775-800 de (trobada en un pou)

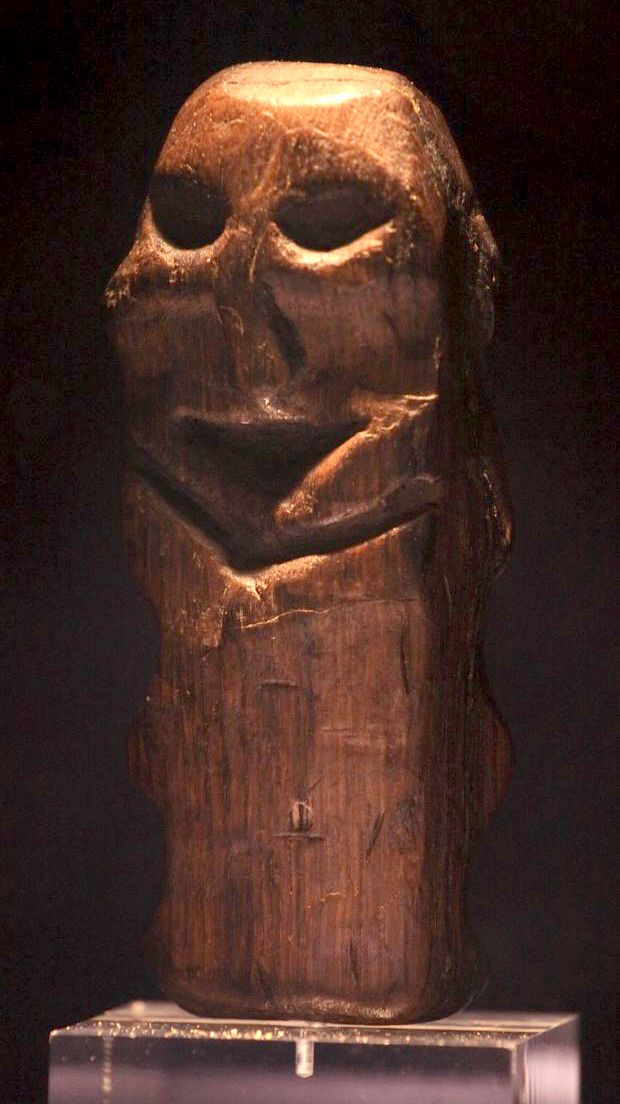
Homenet de Willemstad

El Museu Nacional d'Antiguitats és el museu arqueològic nacional dels Països Baixos. Aquest complex monumental de propietat de l'estat es troba en una antiga casa senyorial i beguinatge, al canal Rapenburg de Leiden.

## Fundació i sales
El rei Guillem I el fundà al 1818 i en nomenà primer director el catedràtic en arqueologia C.J. Reuvens (1793-1835). El museu gestiona col·leccions d'objectes arqueològics procedents de civilitzacions que han estat de gran influència en la nostra cultura contemporània. A més, el museu administra obres mestres de l'arqueologia holandesa, que daten de temps prehistòrics al final de l'edat mitjana.
La col·lecció es divideix en diverses sales, a més d'una exposició. Les sales són:
- Egipte
- Orient Pròxim
- Món clàssic
  - Grècia
  - Etrúria
  - Imperi Romà
- Països Baixos
  - Països Baixos prehistòrics
  - Països Baixos romans
  - Països Baixos medievals

El museu també disposa d'una sala de cinema on es projecten pel·lícules i documentals de curta durada. Així mateix, s'hi poden realitzar diverses activitats per a xiquets, com per exemple una visita guiada o una recerca del tresor.

## Col·lecció

### Antic Egipte
La col·lecció egípcia del Museu d'Antiguitats és una de les més grans i completes de l'Antic Egipte al món. Al vestíbul central hi ha un magnífic temple egipci (que malgrat els seus dos mil anys d'antiguitat es troba en molt bon estat), provinent de Taffeh. Aquest temple fou regalat als Països Baixos pel govern d'Egipte, com a símbol d'agraïment per l'ajuda prestada en una operació de rescat de la UNESCO, en què es traslladaren alguns monuments que estaven en perill de desaparéixer sota les aigües del llac Nasser durant la construcció de la presa d'Assuan.
Entre les peces més destacables de la secció egípcia, ressalten: el bell sarcòfag doble (l'extern n'és de granit, i l'intern de calcària) d'un visir de l'Imperi Antic d'Egipte, la mastaba d'Hetepherachet de la cinquena dinastia i un conjunt de tres imatges lapidàries de Maya i Merit del s. XIV ae.
A part, el museu conté una gran col·lecció de papirs, esteles del Regne Mitjà, uixebtis i mòmies tant d'animals com d'éssers humans.

### Antic Orient Pròxim
A la primera planta és la sala amb objectes arqueològics procedents de l'Antic Orient Pròxim. Aquestes restes materials provenen de diferents cultures que hi sorgiren entre els anys 3000 ae i 301 ae: sumeris, acaddis, babilonis, assiris, hitites i perses.
Entre les peces més notables d'aquesta secció, hi ha una estàtua del governant de Gudea de Lagash, una escultura sumèria d'un home orant del 2200 ae i una petxina ornamental pintada d'origen desconegut.

### Món clàssic

#### Antiga Grècia
El museu enclou una àmplia col·lecció de pitxers, estatuetes i utensilis de l'àrea grega. Es pot contemplar sobretot terrissa i algunes figures de marbre i terracota. A més, el més destacable d'aquesta secció és una panòplia grega del s. IV.

#### Etrúria
El Museu Nacional d'Antiguitats gestiona una de les col·leccions etrusques
més importants dels Països Baixos. La col·lecció es creà al s. XIX gràcies a l'esforç de C. J. Reuvens i J. I. Humbert. En aquesta secció podem veure alguns espills i eines de bronze, buccheros, orfebreria (fíbules d'or), antefixes, ceràmica i, sobretot, exvots de bronze (en destaca el jove amb oca de bronze massís i el guerrer de bronze de 37 cm d'alçada), urnes i estris de Villanova, un vas canopi de Chiusi, un sarcòfag de terracota i una col·lecció d'urnes d'alabastre i tova volcànica de Volterra.
Per desgràcia, no tota la col·lecció etrusca és visitable: una part se'n troba al dipòsit del museu.

#### Imperi romà
Les troballes romanes es disposen en dues plantes; al primer pis és la sala de la Roma clàssica i a la segona planta les troballes dels Països Baixos. Al voltant d'una maqueta d'una illa de Pompeia, hi ha disposats tot tipus d'objectes provinents de cases de romans adinerats, amb mosaics, i altres objectes. Un altre aspecte interessant és que s'ha recreat un columbari amb urnes i, en aquesta secció, destaca una imatge de l'emperador Trajà, que aparegué a la ciutat tunesiana d'Utica.

### Països Baixos
El museu ofereix una sinopsi ininterrompuda de la cultura material holandesa fins a l'edat mitjana. Custodia un minúscul dibuix considerat el més antic dels Països Baixos: el cos reconstruït de l'anomenada Trijntje (l'holandesa més antiga fins ara trobada), i els sepulcres de líders tribals provinents d''Oss i Wijchen. Vegeu també Vorstengraf (Oss).
La secció romana se subdivideix en tres, amb objectes militars, quotidians –en què es troba el famós sarcòfag de Simpelveld- i objectes religiosos, en què s'inclou una part de l'enorme col·lecció d'altars dedicats a la dea Nehalennia, trobats a Zelanda.
L'àrea medieval conté un tresor d'argent i molts altres objectes provinents del mercat de Dorestad, com ara la fíbula de Dorestad.

### Recerca científica
La major part de la col·lecció del Museu Nacional d'Antiguitats ha estat comprada. El primer director del museu fou el primer catedràtic d'arqueologia als Països Baixos. En les dècades darreres s'han realitzat importantíssims descobriments en excavacions, en les quals el museu ha tingut una implicació considerable, com ara al Tell Sabi Abyad a Síria i al Saqqara a Egipte.